# Steinhorste
Koordinaten: 51° 46′ 25″ N, 12° 15′ 55″ O

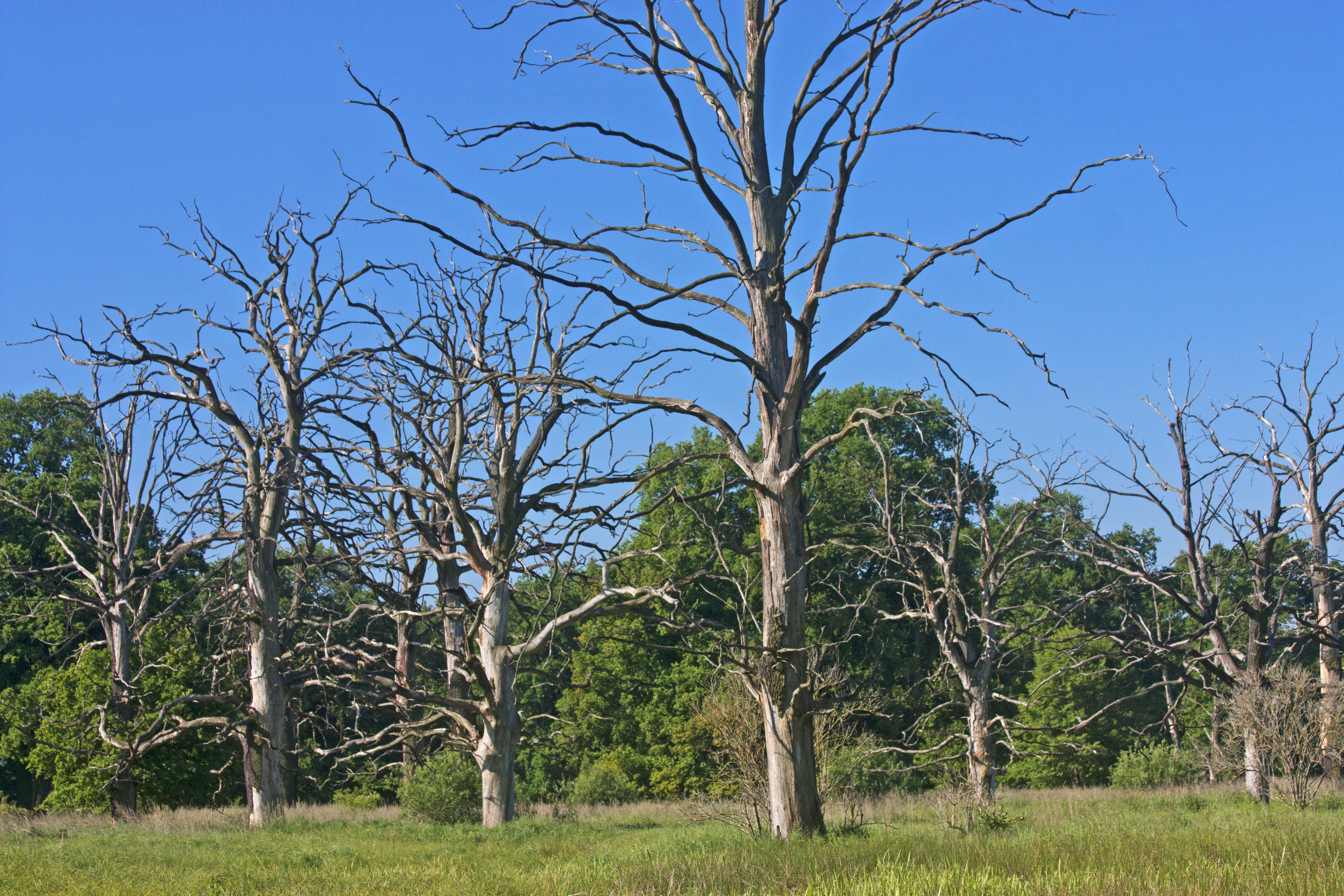
Abgestorbene Stieleichen im NSG Steinhorste

Der Steinhorste ist ein Naturschutzgebiet in der Stadt Raguhn-Jeßnitz im Landkreis Anhalt-Bitterfeld in Sachsen-Anhalt.
Das Naturschutzgebiet mit dem Kennzeichen NSG 0187 ist rund 39 Hektar groß. Es ist größtenteils Bestandteil des FFH-Gebietes „Taube-Quellen und Auengebiet bei Möst“ und vom Landschaftsschutzgebiet „Mittlere Elbe“ umgeben. Im Westen grenzt es an das Naturschutzgebiet „Möster Birken“. Das Gebiet steht seit 1999 unter Schutz (Datum der Verordnung: 28. Mai 1999). Zuständige untere Naturschutzbehörde ist der Landkreis Anhalt-Bitterfeld.
Das Naturschutzgebiet liegt südlich von Dessau-Roßlau im Biosphärenreservat Mittelelbe. Es stellt einen schwach vermoorten Niederungsbereich der Taube unter Schutz. Dieser wird im Süden von Feuchtwiesen geprägt, die nach Norden in Großseggenriede mit zahlreichen Erlen als Reste ehemaliger Erlenbruchwälder übergehen. In den Randlagen des Schutzgebiets stocken Waldgesellschaften mit Hainbuchen sowie von Eschen und Ulmen geprägter Hartholzauenwald. Temporär wassergefüllte Bereiche werden durch von Flutenden Schwaden dominierten Flutrasen eingenommen.
Große Bereiche des Naturschutzgebietes werden durch von Bibern geschaffenen Dammanlagen beeinflusst, durch welche die Wiesen unter Wasser gesetzt werden. Das Naturschutzgebiet ist wichtiger Lebensraum für Amphibien. So sind hier Laubfrosch, Erdkröte, Knoblauchkröte, Wechselkröte und Kammmolch heimisch.
Im Norden grenzt das Naturschutzgebiet an die Bundesautobahn 9, im Osten wird es von der Kreisstraße zwischen Dessau und Schierau begrenzt.